# Kalanchoe sanctula
Kalanchoe sanctula är en fetbladsväxtart som beskrevs av Descoings. Kalanchoe sanctula ingår i släktet Kalanchoe och familjen fetbladsväxter. Inga underarter finns listade i Catalogue of Life.